# Monna Tadashi
Monna Tadashi (門奈正?   2 de abril de 1855 - 22 de septiembre 1929) fue un practicante de la espada japonesa en el arte del kendo. Perteneció a las escuelas de Ryu-ha: Suifu-ryu y Hokushin Itto-ryu. Ostentó el título de Kendo Hanshi de la Dai Nippon Butokukai.

## Vida personal
Nació como el cuarto de los ocho hermanos de la familia Monna, quienes sirvieron como consejeros hereditarios del dominio Mito. A los 3 años de edad, perdió a su madre. Durante el período de finales del shogunato Tokugawa, el dominio Mito se vio envuelto en una revuelta interna, y su padre, Keisai, se unió a la facción Tengu y murió en prisión. Su hermano mayor, Tadanao, se realizó el seppuku. Tanto él como su hermano mayor, Sakon, fueron encarcelados en una celda debido a su juventud antes de la ceremonia de mayoría de edad. Masashi estuvo confinado durante aproximadamente 5 años, desde el primer año de la era Genji (1864) hasta el primer año de la era Meiji (1868).

## Durante su período de entrenamiento en la Escuela Tobukan
En 1868, fue liberado gracias a la amnistía de la Restauración. Estudió la escuela de esgrima Suifu-ryu con Toyoshima Genhachi en la Escuela del Dominio de Mito, obteniendo el título de Menkyo Kaiden. En 1872, cuando la Escuela del Dominio de Mito fue cerrada, se dice que regresó a la agricultura.
En 1882, ingresó al dojo Tobukan de Ozawa Torakichi, quien había sido el instructor de esgrima de la prisión Yagura y el maestro de instrucción de esgrima en la Escuela del Dominio de Mito. Estudió la escuela de esgrima Hokushin Itto-ryu con Torakichi y la escuela de battojutsu Nitta Shinkage-ryu con su hijo mayor, Ichiro, obteniendo el título de Menkyo Kaiden en ambas escuelas. Mientras entrenaba en el Tobukan, tuvo como compañero de práctica a Naito, quien se fue a Tokio al año siguiente de que Monna ingresara para comenzar su entrenamiento en el extranjero.
A partir de 1885. Shimoie Shutauro, exjefe de la academia del templo Genbu-kan y maestro de esgrima en la comisaría de policía de la Prefectura de Ibaraki, comenzó a enseñar esgrima en el Tobukan, y Monna recibió instrucción de Shutauro.

## Período de servicio en la Policía Metropolitana
En el año 1888, a invitación de Shimo Eita, quien se desempeñaba como supervisor de esgrima de la Policía Metropolitana, comenzó a trabajar en la Policía Metropolitana y fue asignado como supervisor de esgrima en la comisaría de Tomioka-mae. En octubre del mismo año, Naito Koji, quien había regresado de su entrenamiento en el extranjero, también se unió a la Policía Metropolitana y fue asignado a la misma comisaría de Tomioka-mae a través de la recomendación de Shimo. Posteriormente, junto con Shimo y Naito, fue transferido a la comisaría de Shitaya. Se le empezó a reconocer como aquel que "mejor heredó las habilidades de Shimo".
En el año 1892, fue designado como subdirector de supervisión de esgrima en la comisaría de Kanda Ogawamachi, siendo su primera reasignación a una comisaría diferente a la de Shimo. En ese momento, el director de supervisión de esgrima en la comisaría de Kanda Ogawamachi era Kanematsu Naoyoshi, uno de los Cuatro Guardianes de la Escuela Shingyo Mingeikan.
En el año 1893, partió en un viaje de entrenamiento marcial a la prefectura de Chiba y visitó el dōjō de Iinosho Morisada, el decimoséptimo sucesor del estilo Katori Shintō-ryū, buscando tener un enfrentamiento. Debido a que este estilo prohibía los enfrentamientos con otras escuelas, se le negó la oportunidad. Sin embargo, se le presentó una granja adinerada en el área que tenía un dōjō de la escuela Hokushin Ittō-ryū, y allí llevó a cabo una sesión continua de entrenamiento de kata durante 9 horas contra 100 oponentes.
Ese mismo año, desafió a los supervisores de esgrima de las diversas comisarías de la Policía Metropolitana. El primer desafío fue contra Honma Saburō (estilo Honma Nen-ryū), y tanto Naito Koji, Tokunō Sekishirō (estilo Chokusen Kage-ryū) como Shibata Eimori (estilo Kurama-ryū), todos supervisores de esgrima, fueron derrotados uno tras otro. Sin embargo, Monna también fue derrotado en el primer enfrentamiento, pero ganó en el enfrentamiento posterior. Esta victoria de Monna fue la única victoria del lado de la Policía Metropolitana. Además, en el mismo año, se enfrentó y venció a Saruta Higashinosuke (estilo Sekikawa Ittō-ryū) de la Policía Imperial.
En el año 1894, debido a la confusión causada por la Guerra Sino-Japonesa y con el fin de proteger a los residentes extranjeros, los supervisores de esgrima de la Policía Metropolitana fueron enviados a la península de Corea. Monna, en la Batalla de Pyongyang, formó parte de la 10.ª Brigada de Infantería liderada por Tachimi Shōbun y mató a 28 soldados chinos en una determinada situación.

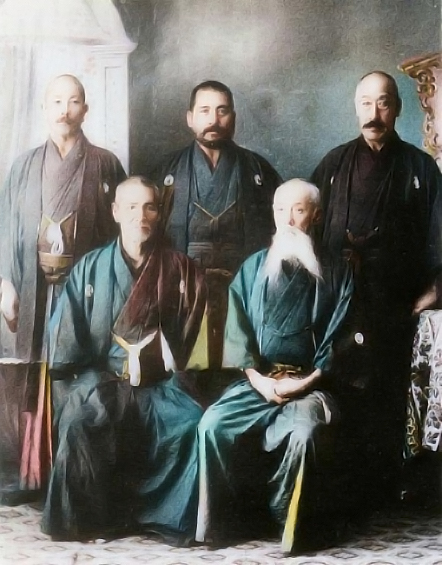
Comité principal encargado de establecer las formas del Imperial Japón en el arte del Kendo. Desde la derecha en la fila frontal: Negishi Shingoro, Shinpei Tsuji. Desde la derecha en la fila posterior: Monna Tadashi, Naitō Takaharu, Takano Sasaburō.

En el año 1898, Shimo Eita fue transferido al Departamento de Policía de la Prefectura de Aichi. En el año 1899, Naito se retiró de la Policía Metropolitana y se convirtió en profesor en la sede central de la Dai Nippon Butokukai en Kioto. Alrededor de la misma época, Monna también fue trasladado al Departamento de Policía de la Prefectura de Kanagawa. Abrió un dōjō llamado Jōyōkan en Yokohama y trabajó arduamente para establecer la sucursal de la Dai Nippon Butokukai en la Prefectura de Kanagawa. En ese año, recibió el Certificado de Entrenamiento de la Dai Nippon Butokukai. En el año 1904, su esposa, Namiko, falleció. No tuvieron hijos y Monna quedó viudo.
En 1907, Monna fue nombrado profesor en la sede central de la Dai Nippon Butokukai en Kioto por invitación de Naito. Fue reconocido junto a Naito como "Monna, el maestro de la técnica, y Naito, el maestro de la energía", siendo considerados los dos pilares de la Dai Nippon Butokukai. En 1911, se seleccionaron 25 expertos en kendo de todo el país para formar un comité con el objetivo de establecer las formas de kendo. Monna fue elegido como uno de los cinco principales miembros del comité. Después de aproximadamente un año de debate, se presentó la "Imperial Forma de Kendo del Gran Japón" y la selección de los elementos básicos del manejo de la espada en kendo kata en 1912.
En 1913, recibió el título de "Hanshi" de la Dai Nippon Butokukai. Normalmente, el título de "Hanshi" se otorgaba a aquellos mayores de 60 años, pero en el caso de Monna Tadashi (59 años), Naitō Takaharu (52 años) y Takano Sazaburō (52 años), se les otorgó una excepción.

## Destitución
En 1919, fue destituido de su cargo en la sede central de la Dai Nippon Butokukai debido a su relación sentimental con una mujer 37 años más joven que él. Se dice que el nombre de la mujer era Aiko y que anteriormente había sido una geisha en Gion. Aunque no se sabe exactamente qué problema llevó a su destitución, se cree que también influyó el énfasis en el establecimiento de la disciplina por parte de Nishikubo Hiroji, quien asumió el cargo de vicepresidente de la Dai Nippon Butokukai y director de la Escuela de Artes Marciales ese mismo año.

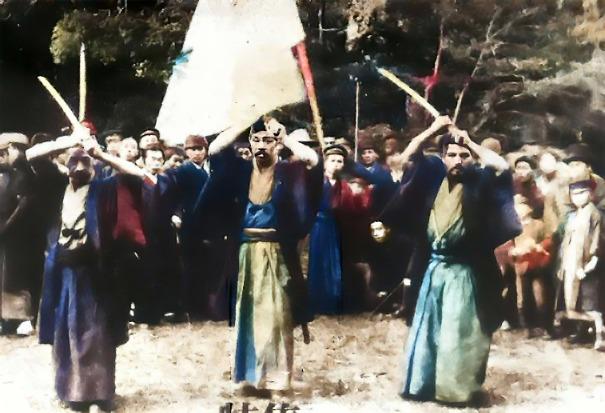
Monna Tadashi, Sasaki Masanori, y Naito Takaharu

Después de ser destituido de su cargo en la sede central, Monna se convirtió en profesor en la sucursal de Aichi y se trasladó a Nagoya. Continuó enseñando en el Butokuden de Nagoya y se desempeñó como instructor en la Escuela Secundaria Número Ocho, entre otros lugares, pero rechazó cualquier relación personal con otros practicantes de kendo y se retiró junto a Aiko. Aiko fue expuesta públicamente como la mujer que causó la caída de Monna, pero estuvo al lado de él y lo sirvió fielmente.

## En sus últimos años
Monna en su sesenta, fue elogiado por Masahira Hori, autor de "La Historia del Kendo en el Gran Japón", quien dijo: "Era mucho mejor que Sazaburō y Naitō Takaharu. Creo que estaba en su mejor momento alrededor de los 65 años". En esa época, Monna solía decir: "Si no sueñas con el kendo todas las noches, estás perdido". En 1929, Monna actuó como juez en una exhibición ante la Familia Imperial y falleció el 22 de septiembre del mismo año.
En 1931, Aiko erigió una tumba para Monna Masashi y su difunta esposa Nami en el templo Nanzen-ji en Kyoto. La inscripción en la lápida fue realizada por Atsushi Shiotani, profesor de la Universidad Imperial de Tokio. Después de eso, Aiko desapareció de la vista de los practicantes de kendo y falleció a los 85 años en 1977. Su tumba fue colocada junto a la de Monna Masashi y su esposa Nam.